# Klettgau
Klettgau är en kommun i Landkreis Waldshut i regionen Schwarzwald-Baar-Heuberg i Regierungsbezirk Freiburg i förbundslandet Baden-Württemberg i Tyskland.
Kommunen bildades 1 augusti 1971 genom en sammanslagning av kommunerna Erzingen, Grießen, Rechberg, Riedern am Sand och Weisweil. Den 1 januari 1975 uppgick Bühl och Geißlingen  i kommunen.